# Привітне (Херсонський район)
Приві́тне — село в Україні, у Виноградівській сільській громаді Херсонського району Херсонської області. Населення становить 479 осіб. З початку широкомасштабного вторгнення Росії в Україну село перебуває під російською військовою окупацією.

## Населення
Згідно з переписом УРСР 1989 року чисельність наявного населення села становила 449 осіб, з яких 203 чоловіки та 246 жінок.
За переписом населення України 2001 року в селі мешкало 479 осіб.

### Мовний склад
Рідна мова населення за даними перепису 2001 року:
| Мова       | Чисельність, осіб | Доля     |
| ---------- | ----------------- | -------- |
| Українська | 468               | 97,70 %  |
| Російська  | 10                | 2,09 %   |
| Інше       | 1                 | 0,21 %   |
| Разом      | 479               | 100,00 % |